# ↑↑↓↓←→←→BA (曲)
「↑↑↓↓←→←→BA」（うえうえしたしたひだりみぎひだりみぎビーエー）は、2021年4月23日にKonami Digital Entertainmentから配信された、日本のシンガーソングライター・meiyoの楽曲。

## 背景
前作「机上の空論」以来約4か月ぶりのリリースで、コナミとのコラボレーション作品であることからコナミデジタルエンタテインメントからのリリースとなった。
本作は、TOMOSUKEがプロデュースしており、コナミコマンド「↑↑↓↓←→←→BA」の35周年テーマソングとして書き下ろされた。
ミュージックビデオは2021年10月24日にKONAMI公式のYouTubeチャンネルにて公開されており、イラストはかねこ鮭が手掛けたものとなっている。

## 収録内容
| #         | タイトル       | 作詞・作曲・編曲 | 時間 |
| --------- | -------------- | ---------------- | ---- |
| 1.        | 「↑↑↓↓←→←→BA」 | meiyo            | 2:13 |
| 合計時間: | 合計時間:      | 合計時間:        | 2:13 |